# Oxira cia
Oxira cia är en fjärilsart som beskrevs av Embrik Strand 1919. Oxira cia ingår i släktet Oxira och familjen nattflyn. Inga underarter finns listade i Catalogue of Life.